# Girafas de Dabous

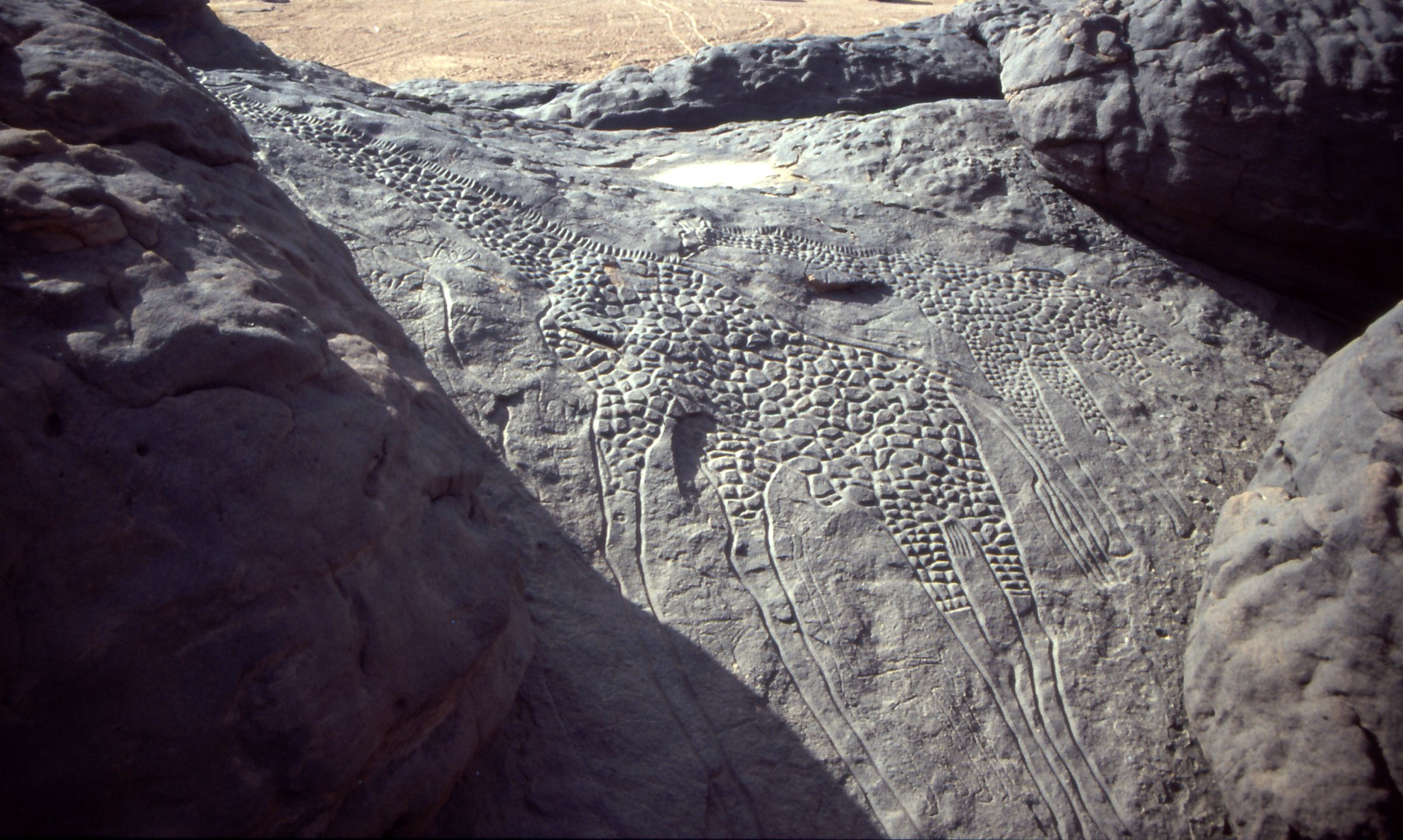
As girafas de Dabous no Níger

As girafas de Dabous são gravuras em rocha em tamanho real de duas girafas no Saara do período neolítico. Elas foram documentadas pela primeira vez pela Trust for African Rock Art (TARA) em 1997, sob o fotógrafo David Coulson.

## As girafas
As gravuras estão no topo chanfrado de um bloco de arenito de aproximadamente 15m de altura e não podem ser vistos do chão. A girafa macho maior tem uma altura de 5,4 m dos chifres aos cascos e é um dos maiores de tais petróglifos do mundo. A idade é estimada em 8000 anos.
A peculiaridade das girafas é o alto nível de detalhe e a preservação das proporções. Nas duas girafas, uma linha gravada leva da cabeça a uma pequena figura humana. Há várias interpretações do significado desse motivo. No entanto, não se exclui que essas partes foram adicionadas apenas posteriormente.

## Localização e arredores

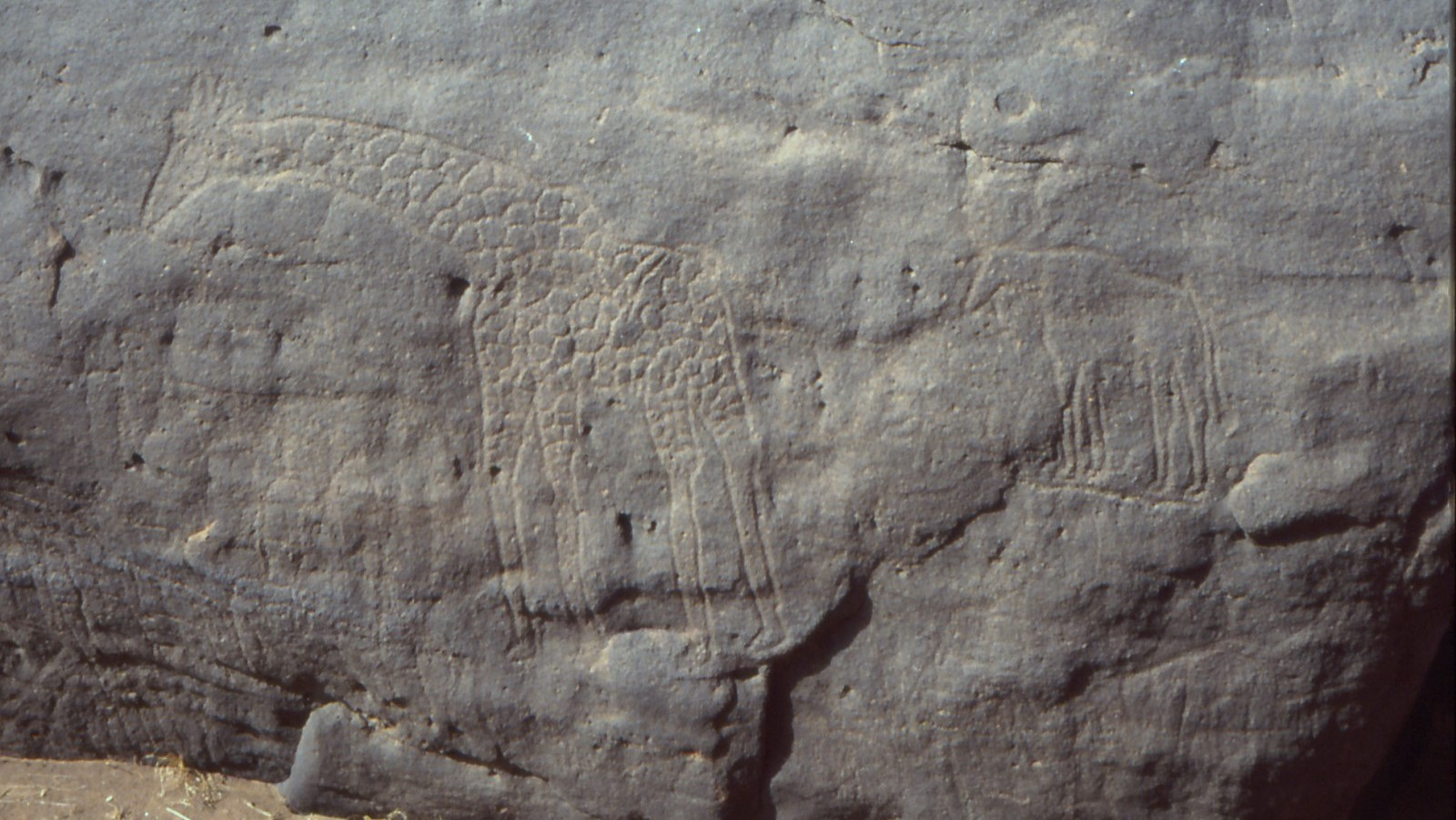
Pequenas gravuras rupestres perto das girafas de Dabous

As gravuras rupestres estão localizadas na chamada Rocha de Dabous, no Ténéré, nos limites das Montanhas de Aïr, no Níger, por volta de 110 km ao norte de Agadez e a poucos quilômetros da rota Trans-Saara. Há centenas de outras gravuras rupestres nas proximidades, que são, no entanto, muito menores: foram encontradas 828 imagens gravadas nas rochas, das quais 704 são animais (bovídeos, girafas, avestruzes, antílopes, leões, rinocerontes e camelos), 61 são humanas e 159 são indeterminadas. Também existem restos de madeira petrificada.

## Medidas de proteção
Sob apoio da UNESCO, a Fundação Bradshaw coordena o projeto de preservação de Dabous, junto com o TARA. Foi criado também o Niger Rock Art Project para treinamento e conscientização local, com financiamento do Fundo do Embaixador Americano para Preservação Cultural.
Em 1999, foram feitas cópias das gravuras, que podem ser vistas no aeroporto de Agadez, entre outras. Outra cópia está na National Geographic Society, em Washington, DC.
Em 2000, as gravuras rupestres de Dabous foram adicionadas à Lista de Referência dos Monumentos Mundiais dos 100 monumentos culturais mais ameaçados.